# クレイボーンファーム
クレイボーンファーム（Claiborne Farm）は、アメリカ合衆国ケンタッキー州パリスにある競走馬（サラブレッド）生産牧場である。
創業者はアーサー・ボイド・ハンコック。

## 歴代牧場主
1. アーサー・ボイド・ハンコック
2. アーサー・ボイド・ハンコック2世
3. セス・ウォーカー・ハンコック
4. セス・ウォーカー・ハンコック2世

## 主な生産馬
- Buckpasser
- Caerleon
- Kelso
- Ruffian
- Round Table
- Seabiscuit
- アサティス

## 主な繋養馬

### 種牡馬
2025年
- War Front
- Blame
- First Samurai
- Catholic Boy
- Demarchelier
- Silver State
- War of Will
- Lea
- Runhappy
- Annapolis
- Bright Future
- Prince Of Monaco

### 過去の繋養馬
- Flatter
- Trappe Shot
- Stroll
- Parading
- Algorithms
- Data Link
- Orb
- Eddington
- Pulpit
- Political Force
- ボールドルーラー（1959年～1971年、死亡）
- バウンダリー（1995年～2005年、引退）
- コンキスタドールシエロ（1983年～2002年、死亡）
- ダンジグ（1981年～2004年、引退、2006年死亡）
- フォルリ（死亡）
- ミスタープロスペクター（1981年～1999年、死亡）
- ナスルーラ（1940年～1959年、死亡）
- ニジンスキー（1971年～1992年、死亡）
- シーキングザゴールド（1990年～2008年引退）
- シーキングザパール（死亡）
- Hoist The Flag（死亡）
- Arch
- Horse Greeley
- ストームフラッグフライング
- Mastery